# Danses symphoniques (Grieg)
Pour les articles homonymes, voir Danses symphoniques.
Les Danses symphoniques no 1, 2, 3 et 4 op. 64 ont été composées par Edvard Grieg en 1896 pour piano à quatre mains. Elles ont été arrangées pour grand orchestre en 1898. Elles utilisent comme matériau thématique des airs folkloriques issus de la collection musicologique du compositeur et organiste Ludvig Mathias Lindeman. L'édition originale, dans ses versions orchestrale et à quatre mains, est dédiée au pianiste belge Arthur De Greef, ami du compositeur norvégien.

## Structure
1. Première danse : allegro moderato e marcato (en sol majeur)
2. Deuxième danse : allegretto grazioso (en la majeur) sur un rythme de halling (danse traditionnelle norvégienne)
3. Troisième danse : allegro giocoso (en ré majeur) sur un rythme de springdans (danse traditionnelle norvégienne)
4. Quatrième danse : andante - allegro molto risoluto (en la mineur)

## Discographie
- l'Orchestre symphonique de Göteborg dirigé par Neeme Järvi DG 1985

## Source
- François-René Tranchefort Guide de la musique symphonique Fayard 1989 p.287